# Квадратична ірраціональність
Квадрати́чна ірраціона́льність — ірраціональне число, яке є дійсним коренем деякого квадратного рівняння {\displaystyle ax^{2}+bx+c=0} з раціональними коефіцієнтами {\displaystyle a,b,c} (або, що те саме, дійсним коренем многочлена 2-го степеня з раціональними коефіцієнтами {\displaystyle ax^{2}+bx+c}). У частині джерел під квадратичними ірраціональностями розуміють у загальному випадку комплексні корені зазначених рівнянь.
Ірраціональність числа {\displaystyle x} означає, що його не можна подати у вигляді раціонального числа (дробу). З цього випливає, що многочлен {\displaystyle ax^{2}+bx+c=0} незвідний до поля раціональних чисел {\displaystyle \mathbb {Q} ,} тобто не розпадається в цьому полі на множники першого степеня.

## Алгебричні властивості
Розв'язок квадратного рівняння {\displaystyle ax^{2}+bx+c=0} дає формула: де {\displaystyle D=b^{2}-4ac} (дискримінант рівняння). Дійсність кореня означає, що {\displaystyle D\geqslant 0.} Отже, будь-яка квадратична ірраціональність має вигляд:
{\displaystyle x=u+v{\sqrt {D}},}
де {\displaystyle u,v,D} — раціональні числа, причому {\displaystyle v\neq 0}, а підкореневий вираз {\displaystyle D} невід'ємний і не є повним квадратом раціонального числа.
Приклад: {\displaystyle 11-{\sqrt {2}};\quad {\frac {1+{\sqrt {5}}}{2}}}.
З визначення випливає, що квадратичні ірраціональності є алгебричними числами другого степеня. Відзначимо, що обернений елемент для {\displaystyle x=u+v{\sqrt {D}}} також є квадратичною ірраціональністю:
{\displaystyle {1 \over u+v{\sqrt {D}}}={u-v{\sqrt {D}} \over u^{2}-v^{2}D}.}
Число {\displaystyle x'=u-v{\sqrt {D}}} називають спряженим для {\displaystyle x=u+v{\sqrt {D}}.} Виконуються формули:
{\displaystyle (x+y)'=x'+y';\quad (xy)'=x'y';\quad \left({\frac {1}{x}}\right)'={\frac {1}{x'}}.}

## Канонічний формат
Без обмеження загальності можна спростити рівняння {\displaystyle ax^{2}+bx+c=0} наступним чином.
1. Коефіцієнти розглянутого рівняння 2-го степеня можна зробити цілими числами, оскільки від знаменників дробів легко позбутися, помноживши обидві частини рівняння на найменше спільне кратне всіх знаменників. Дискримінант {\displaystyle D} тоді теж стає цілим числом.
2. Якщо старший коефіцієнт {\displaystyle a<0,} то помножимо рівняння на {\displaystyle -1}.
3. Нарешті, поділимо отримане рівняння {\displaystyle ax^{2}+bx+c=0} на найбільший спільний дільник НСД{\displaystyle (a,b,c)}.

У підсумку отримаємо рівняння {\displaystyle ax^{2}+bx+c=0} з цілочисельними взаємно простими коефіцієнтами, причому старший коефіцієнт додатний. Це рівняння однозначно пов'язане з парою своїх коренів, і множина таких рівнянь зліченна. Тому множина квадратичних ірраціональностей також зліченна.
Часто зручно у виразі кореня {\displaystyle x=u+v{\sqrt {D}}} виконати ще одну модифікацію: якщо в канонічний розклад {\displaystyle D} входять будь-які квадрати, винесемо їх за знак кореня, так що значення {\displaystyle D} буде вільним від квадратів.

## Квадратичні поля
Сума, різниця і добуток квадратичних ірраціональностей з одним і тим самим дискримінантом {\displaystyle D} або мають той самий формат, або є раціональними числами, тому разом вони утворюють поле, яке є нормальним розширенням другого степеня поля раціональних чисел ℚ. Це поле позначають {\displaystyle \mathbb {Q} ({\sqrt {D}})} і називають квадратичним полем. Будь-яке таке розширення {\displaystyle \mathbb {Q} } можна отримати описаним способом. Група Галуа розширення, крім тотожного автоморфізму, містить відображення ірраціонального числа в спряжене йому (в зазначеному вище сенсі).
Припустимо, що, як описано вище, {\displaystyle D} — вільне від квадратів ціле число. Тоді для різних значень {\displaystyle D} виходять різні квадратичні поля.
Для квадратичного поля можна побудувати його кільце цілих, тобто множину коренів зведених многочленів з цілими коефіцієнтами, у яких старший коефіцієнт дорівнює 1. Вільне від квадратів {\displaystyle D} не може ділитися на 4, тому можливі два випадки, залежно від того, яку остачу дає {\displaystyle D} при діленні на 4.
1. Якщо {\displaystyle D} має вигляд {\displaystyle 4k+1,} то цілі елементи — це числа вигляду {\displaystyle m+n\cdot {\tfrac {1+{\sqrt {D}}}{2}}}, де {\displaystyle m,n} — натуральне число.
2. Якщо {\displaystyle D} має вигляд {\displaystyle 4k+2} або {\displaystyle 4k+3,} то цілі елементи — це числа вигляду {\displaystyle m+n{\sqrt {D}}}, де {\displaystyle m,n} — натуральне число.

## Зв'язок з неперервними дробами
Дійсні квадратичні ірраціональності пов'язані з неперервними дробами теоремою Лагранжа (іноді званою теоремою Ейлера — Лагранжа):
| Дійсне число є квадратичною ірраціональністю тоді й лише тоді, коли воно розкладається в нескінченний періодичний неперервний дріб. |

Приклад: Неперервний дріб, період якого починається з першої ж ланки, називають чисто періодичним. Еварист Галуа 1828 року довів: неперервний дріб для квадратичної ірраціональності {\displaystyle x} буде чисто періодичним тоді й лише тоді, коли {\displaystyle x>1}, а спряжена ірраціональність {\displaystyle x'} лежить в інтервалі {\displaystyle (-1;0)}. Він довів також, що в разі чисто періодичного розкладу спряжена квадратична ірраціональність має ті ж ланки, але розташовані в зворотному порядку.

## Узагальнення
Квадратична ірраціональність є окремим випадком «ірраціональності {\displaystyle n}-го степеня», яка є коренем незвідного в полі {\displaystyle \mathbb {Q} } многочлена {\displaystyle n}-го степеня з цілими коефіцієнтами. Раціональні числа виходять при {\displaystyle n=1,} а квадратичні ірраціональності відповідають випадку {\displaystyle n=2.}
Деякі джерела відносять до квадратичних ірраціональностей також і комплексні корені квадратних рівнянь (наприклад, гауссові цілі числа або числа Ейзенштейна).
Г. Ф. Вороний у роботі «Про цілі алгебричні числа, що залежать від кореня рівняння 3-го степеня» (1894) поширив теорію (включно з неперервними дробами) на випадок кубічних ірраціональностей.

## Історія
Феодор Кіренський і його учень Тетет Афінський (IV ст. до н. е.) першими довели, що якщо число {\displaystyle N} не є повним квадратом, то {\displaystyle {\sqrt {N}}} не є раціональним числом, тобто його не можна точно виразити у вигляді дробу. Це доведення спиралося на «лему Евкліда». Евклід присвятив цим питанням десяту книгу своїх «Начал»; він, як і сучасні джерела, використовував основну теорему арифметики.